# Noah Vanden Abeele
Noah Vanden Abeele (Ronse, 1982) is een Belgisch pianist en componist binnen het segment neoklassiek. Op vierjarige leeftijd krijgt hij een piano van zijn grootouders. Deze eerste kennismaking vormt de basis voor zijn hele muzikale carrière. Op achtjarige leeftijd krijgt hij zijn eerste pianoles; hij begint met het aanleren van een klassiek repertoire maar improviseren aan de piano blijft een constante.
Noah studeerde klassiek piano aan het Koninklijk Conservatorium Brussel waar hij zijn masterdiploma behaalde (2008). Na zijn studies kreeg hij ook een specialisatiebeurs om in het buitenland te studeren en behaalde het diploma post-graduaat piano aan het Conservatorium te Krakau, Polen. Nadien studeerde hij nog enkele jaren jazzpiano. Uiteindelijk keert Noah terug naar zijn wortels; improvisatie. In oktober 2018 debuteert hij met de release van zijn album Universe uitgegeven door Munich Records/ V2 Records Benelux. Hij begon een concertreeksmet onder andere op het hoofdpodium van Gent Jazz Festival in juni 2019, oktober 2019 in het Amsterdams Concertgebouw en op Flagey Piano Days in Brussel, februari 2020.
Naast het componeren houdt hij ervan om zijn improvisatietalent te combineren met andere kunstdisciplines. Hij is dan ook al jaren vaste pianist bij het Koninklijk Filmarchief Cinematek (Brussel) waar hij improviseerde op meer dan 600 stille films.

## Discografie
- 2018: Universe
- 2019: Expansion (EP)

- 2022: Horizon